# Нареш
Нареш (грч. Νέα Φιλαδέλφεια, Неа Филаделфија) је насељено место у општини Даутбал у периферији Средишња Македонија, Грчка. Према попису из 2021. године било је 770 становника.
Према бугарском географу и историчару, Василу Канчову, у Нарешу је 1900. године живело 200 Словена хришћана. Током Другог балканског рата село је страдало од грчке војске, због чега је 1913. било напуштено. Нареш је на попису из 1920. године имао 62 становника, од којих су део Словени који су се вратили после рата. После 1922. године насељено је 113 грчких избегличких породица из Турске, којих је заједно са малобројним Словенима било 555 на попису из 1928. године.